# Ригорозо (Алесандрија)
Ригорозо је насеље у Италији у округу Алесандрија, региону Пијемонт.
Према процени из 2011. у насељу је живело 250 становника. Насеље се налази на надморској висини од 268 м.